# جعفر آئین‌پرست
جعفر آئین‌پرست (زادهٔ ۱۰ شهریور ۱۳۳۲) سیاستمدار اهل ايران است. وی نمایندهٔ حوزه انتخابیه مهاباد در دورهٔ هفتم و عضو کمیسیون عمران مجلس شورای اسلامی و عضو گروه دوستی پارلمانی ایران و اتریش بوده‌است. وی در انتخابات مجلس هشتم رد صلاحیت شد. او معلم بازنشستهٔ مدارس مهاباد بوده و در اولین دوره شورای اسلامی شهر نایب رئیس و مسئول کمیسیون فرهنگی و اجتماعی بوده‌است. همچنین وی عضو شورای اسلامی شهرستان مهاباد و رئیس شورای اسلامی استان آذربایجان غربی بود.
او در مجلس از موافقان ایجاد گروه دوستی پارلمانی میان ایران و آمریکا و از امضاکنندگان درخواست استیضاح هیئت رئیسه مجلس هفتم بوده‌است.